# Sedlice (district de Pelhřimov)
Pour les articles homonymes, voir Sedlice.
Sedlice (en allemand : Sedlitz) est une commune du district de Pelhřimov, dans la région de Vysočina, en République tchèque. Sa population s'élevait à 144 habitants en 2024.

## Géographie
Sedlice se trouve à 8 km à l'ouest-sud-ouest de Humpolec, à 9,6 km au nord de Pelhřimov, à 27,5 km au nord-ouest de Jihlava à 87 km au sud-est de Prague.
La commune est limitée par Humpolec au nord, à l'est et au sud-est, par Dehtáře et Svépravice au sud, et par Želiv au nord-ouest.

## Histoire
La première mention écrite de la localité date de 1226.

## Transports
Par la route, Sedlice se trouve à 11 km de Humpolec, à 11,5 km de Pelhřimov, à 37,5 km de Jihlava à 112 km de Prague.